# Liste der Monuments historiques in Arpajon
Die Liste der Monuments historiques in Arpajon führt die Monuments historiques in der französischen Gemeinde Arpajon auf.

## Liste der Bauwerke
| Bezeichnung                  | Beschreibung | Standort                   | Kennzeichnung | Schutzstatus | Datum | Bild |
| ---------------------------- | ------------ | -------------------------- | ------------- | ------------ | ----- | ---- |
| Kirche St-Clément            |              | (Lage)                     | PA00087802    | Inscrit      | 1926  |      |
| Markthalle                   |              | (Lage)                     | PA00087803    | Classé       | 1921  |      |
| Haus                         |              | 2, rue Gambetta (Lage)     | PA00087804    | Inscrit      | 1987  |      |
| Haus Nr. 12, place du Marché |              | 12, place du Marché (Lage) | PA00087805    | Inscrit      | 1966  |      |

## Liste der Objekte

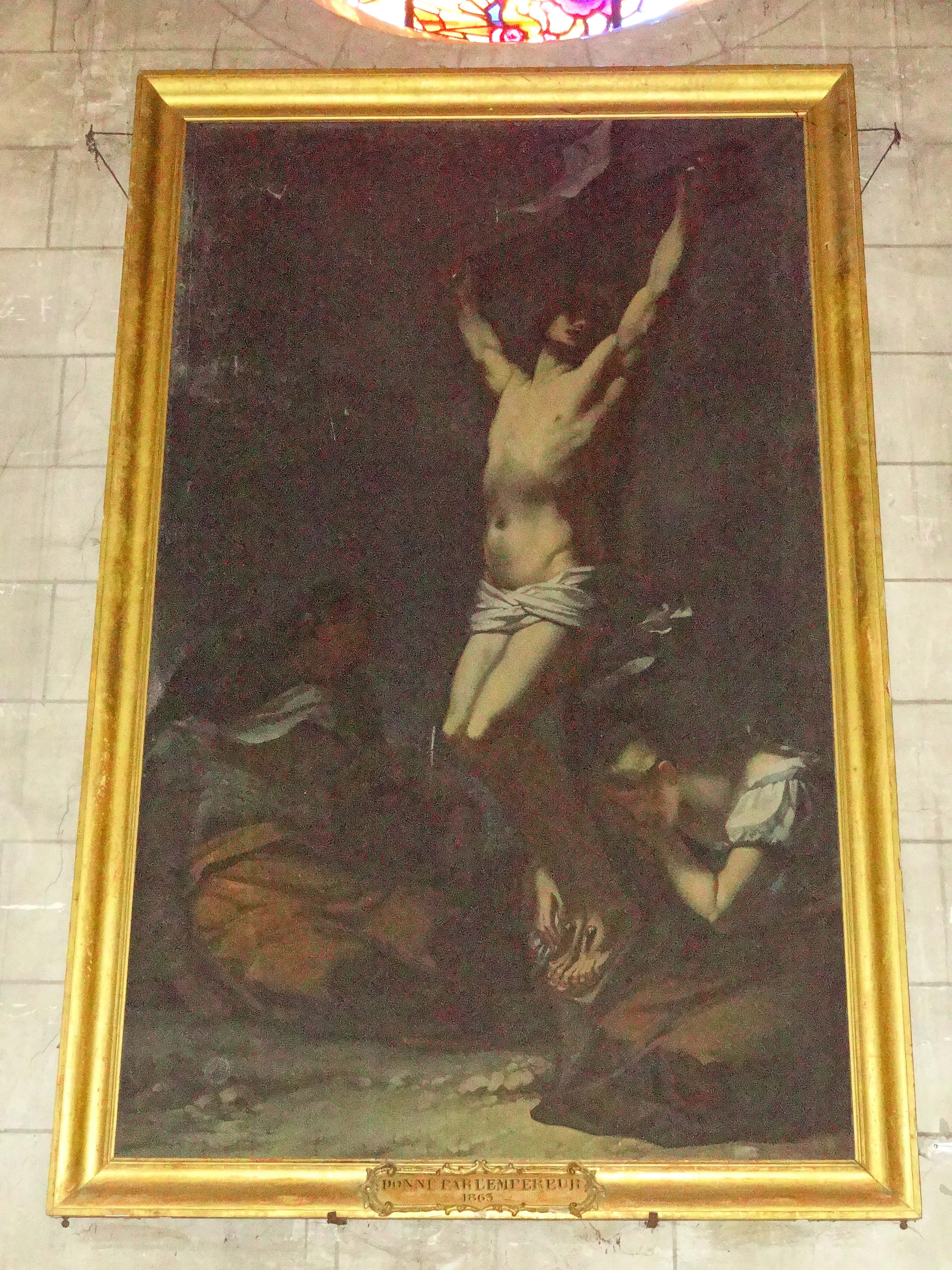
Gemälde Kreuzigung in der Kirche St-Clément

- Monuments historiques (Objekte) in Arpajon in der Base Palissy des französischen Kultusministeriums